# Nicolas Béatrizet
Nicolas Béatrizet (ou Beautrizet, Nicola Beatricetto), né en 1510 ou 1515 à Lunéville ou à Thionville et mort en 1565 ou 1577 à Rome, est un graveur lorrain de la Renaissance.

## Biographie
Issu d'une famille d'orfèvres originaire de Nancy, Nicolas Béatrizet naît entre 1510 et 1515. 
À partir de 1540, il s'installe définitivement à Rome où il produira la majorité de son œuvre.

## Attributions
Ses diverses signatures sont : « NB », « N.B », « N.Beatriz » et « Nicolaus Beatrizet » avec ou sans l'épithète « Lotharingus ».
Son travail a pu être parfois confondu avec celui du mystérieux graveur surnommé le « Maître au Dé ».

## Œuvres

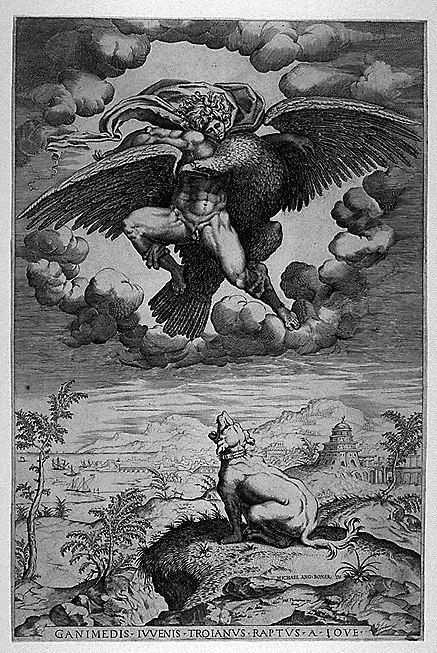
Le rapt de Ganymède, d'après Michel-Ange.

Jusqu'en 1563, il est associé à Antonio Salamanca et ses gravures portent la mention Lafréry ou Lafreri.
Adam von Bartsch a répertorié en son temps plus d'une centaine de gravures exécutées au burin : Béatrizet s'inscrit dans la lignée d'un Marcantonio Raimondi et puise son inspiration chez Raphaël et Michel-Ange, représentant des scènes mythologiques profanes ou sacrées, ainsi que des vues reconstituées de la Rome antique.

### Gravures conservées au Musée Lorrain de Nancy
| Tableau | Titre                                             | Date        | Dimensions     | Lieu d’exposition |
| ------- | ------------------------------------------------- | ----------- | -------------- | ----------------- |
|         | Saint Jérôme à genoux devant un crucifix, d'après | XVIe siècle | 32 × 44 cm     | Musée lorrain     |
|         | Le Christ au jardin des oliviers                  | XVIe siècle |                | Musée lorrain     |
|         | La Vierge assise dans la campagne                 | XVIe siècle | 39,7 × 28,4 cm | Musée lorrain     |
|         | L'Ascension du Christ                             | 1541        | 28,2 × 31,6 cm | Musée lorrain     |
|         | Sainte Véronique tenant le Suaire                 | XVIe siècle |                | Musée lorrain     |
|         | L'Océan                                           | XVIe siècle | 27,2 × 35 cm   | Musée lorrain     |
|         | Le Christ debout tenant sa croix                  | XVIe siècle | 44,4 × 21,2 cm | Musée lorrain     |
|         | La chute de Phaéton                               | XVIe siècle | 41,5 × 28,8 cm | Musée lorrain     |
|         | La Mort de Méléagre                               | XVIe siècle | 30,2 × 42 cm   | Musée lorrain     |
|         | Le Christ en croix                                | XVIe siècle | 50 × 25,8 cm   | Musée lorrain     |
|         | L'enlèvement de Ganymède                          | 1542        | 42,5 × 27,8 cm | Musée lorrain     |
|         | Soldats romains combattant contre les Daces       | XVIe siècle | 26,2 × 37 cm   | Musée lorrain     |
|         | Sainte Elizabeth de Hongrie                       | XVIe siècle | 44,6 × 35,4 cm | Musée lorrain     |
|         | Jésus et la Samaritaine                           | XVIe siècle | 39 × 28,8 cm   | Musée lorrain     |
|         | Laochoon                                          | XVIe siècle | 48,3 × 32,4 cm | Musée lorrain     |
|         | La conversion de saint Paul                       | XVIe siècle | 43,5 × 54,3 cm | Musée lorrain     |
|         | Bacchanale d'enfants                              | XVIe siècle | 28,8 × 40,6 cm | Musée lorrain     |
|         | Le sacrifice d'Iphigénie                          | 1553        | 32,7 × 45,5 cm | Musée lorrain     |
|         | Le Jugement universel                             | 1552        | 22,7 × 43,4 cm | Musée lorrain     |
|         | Autre vue du cirque flaminien                     | XVIe siècle | 37,8 × 55,7 cm | Musée lorrain     |
|         | Façade du Palais Farnèse                          | 1549        |                | Musée lorrain     |
|         | Amazonum pugna                                    | 1559        | 34,5 × 49,5 cm | Musée lorrain     |
|         | L'Annonciation                                    | XVIe siècle | 30,5 × 42,7 cm | Musée lorrain     |
|         | Henricus II Gallorum Rex christianissimus         | 1556        | 48 × 32,3 cm   | Musée lorrain     |
|         | Viglius Zuichemus                                 | XVIe siècle |                | Musée lorrain     |
|         | Plan de la Ville de Thionville                    | 1558        |                | Musée lorrain     |